# Luís Figo
Luís Filipe Madeira Caeiro Figo [luˈiʃ ˈfiɣu] (* 4. November 1972 in Almada) ist ein ehemaliger portugiesischer Fußballspieler. Er begann seine Karriere im Herrenbereich 1989 bei Sporting Lissabon. In seinem abschließenden Jahr im Verein 1995 gewann er den nationalen Pokal. Im Anschluss ging er mit der Verpflichtung durch den FC Barcelona nach Spanien ins Ausland. In Katalonien entwickelte er sich zu einem der besten Spieler seiner Zeit und gewann mit der Mannschaft sechs nationale Titel, darunter zwei Meisterschaften, zudem den Europapokal der Pokalsieger 1996/97. Zur Saison 2000/01 wechselte er innerhalb der Liga zu Real Madrid. Mit den Königlichen knüpfte er an seine erfolgreiche Zeit an, gewann ebenfalls zwei Meisterschaften sowie 2002 die Champions League. Aufgrund seiner Leistungen war ihm 2000 der Ballon d’Or als „Europas Fußballer des Jahres“ zuerkannt worden, ein Jahr später zeichnete ihn die FIFA als FIFA-Weltfußballer des Jahres aus. Nach zehn Jahren in Spanien mit insgesamt 15 Titeln wechselte er 2005 nach Italien zu Inter Mailand. Mit den Nerazzurri spielte er vier erfolgreiche Saisons, wurde in allen Meister und gewann dreimal die Coppa Italia. 2009 beendete er nach 20 Jahren im professionellen Fußball im Alter von 36 Jahren seine aktive Karriere.
Figo spielte ab 1988 in den Juniorenauswahlen Portugals. 1991 kam er zu seinem ersten von 127 Länderspielen für die A-Auswahl, die er bis 2006 absolvierte und dabei 32 Tore erzielte. Damit war er bis Juni 2016 Rekordnationalspieler seines Landes. Mit der Auswahl erreichte er bei der EM 2004 im eigenen Land das Finale des Wettbewerbes. Des Weiteren nahm er an den Europameisterschaften 1996 in England und 2000 in Belgien und den Niederlanden sowie den Weltmeisterschaften 2002 in Japan und Südkorea und 2006 in Deutschland teil.

## Werdegang
Luís Figo ist das einzige Kind von Antonio Caeiro Figo und Maria Joana. Er wurde 1972 in Almada, einer Stadt in der Nähe Lissabons geboren und wuchs mit seinen Eltern im Arbeiterviertel Cova da Piedade auf. Figos erster Verein war der lokale União Futebol Clube Os Pastilhas, bevor er mit elf Jahren in die renommierte Jugendabteilung von Sporting Lissabon eintrat. Als Jugendlicher spielte Figo auch Futsal.

### Vereine
Figo zählte zu den hoffnungsvollsten Nachwuchstalenten des portugiesischen Fußballs (Goldene Generation). Sein Debüt in der Primeira Divisão gab er am 1. April 1990 gegen Marítimo Funchal (1:0) und war zu diesem Zeitpunkt 17 Jahre alt. Mit knapp 19 Jahren hatte er bereits international Aufmerksamkeit erregt.
Im Jahr 1995 wechselte Figo von Sporting Lissabon zum FC Barcelona. In Barcelona wurde er von Johan Cruyff, Bobby Robson und Louis van Gaal trainiert und avancierte zu einem der bekanntesten Fußballer seiner Zeit.
Nach der Europameisterschaft 2000 in Belgien und den Niederlanden wechselte er für die damalige Rekordsumme von 58,2 Millionen Euro zu Real Madrid.
Im Juni 2005 erhielt er von Real Madrid die Freigabe, da er offensichtlich in der Planung von Trainer Vanderlei Luxemburgo keine Rolle mehr spielte, und wechselte zu Inter Mailand.
Nach Abschluss der Saison 2006/07 wollte Figo zum saudischen Fußballverein Al-Ittihad wechseln, um dort seine Karriere ausklingen zu lassen. Er unterzeichnete bereits einen Vorvertrag für ein Jahr und sollte ab 1. Juli 2007 in Saudi-Arabien spielen. Da es zwischen dem Verein und Figo jedoch zu Problemen kam, wurde der Transfer doch nicht vollzogen. Figo entschied deshalb, eine weitere Saison bei Inter Mailand zu bleiben und unterschrieb dort einen Einjahresvertrag.
Am 4. November 2007 brach sich Luís Figo im Serie-A-Spiel gegen Juventus Turin nach einem Foul von Pavel Nedvěd mehrfach das rechte Wadenbein. Am 16. Februar 2008 gab Figo im Spiel gegen den AS Livorno sein Comeback. Nach mehreren Meinungsverschiedenheiten mit Trainer Roberto Mancini wollte er den Verein ursprünglich am Saisonende verlassen. Als Mancini aber durch Figos Landsmann José Mourinho ersetzt wurde, entschloss er sich, seinen Vertrag in Mailand um ein Jahr zu verlängern.
Nach der Saison 2008/09 beendete er seine aktive Spielerkarriere. Seit 2010 ist Figo Scout in Diensten von Inter Mailand.

### Nationalmannschaft

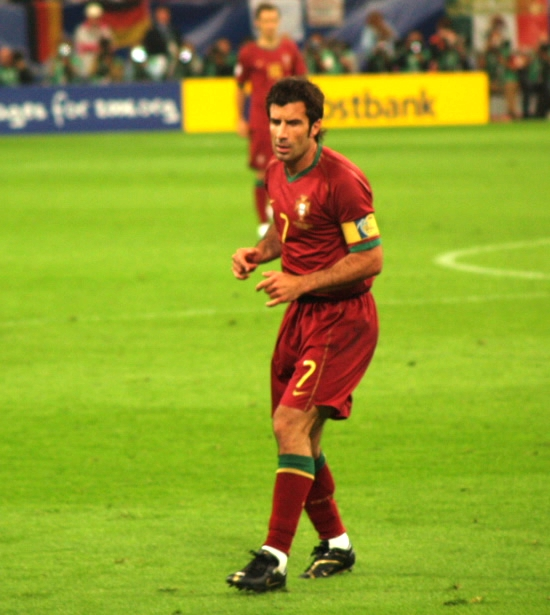
Luís Figo als Kapitän der portugiesischen Nationalmannschaft (2006)

Figo wurde im Jahr 1989 als Mitglied der portugiesischen U-16-Nationalmannschaft Dritter bei der U-16-Weltmeisterschaft in Schottland. Zwei Jahre später gewann er mit dem U-20-Team die Weltmeisterschaft der Junioren in Portugal.
Bei der Europameisterschaft 2000 in Belgien und den Niederlanden wurde Figo zum besten Spieler des Turniers gewählt. Portugal lieferte eine gute Leistung ab und erreichte das Halbfinale nach vier Siegen in vier Spielen (darunter ein 3:0 gegen Titelverteidiger Deutschland). Im Halbfinale scheiterte man an Weltmeister Frankreich trotz einer 1:0-Führung. Henry hatte ausgeglichen und ein verwandelter Elfmeter von Zidane sorgte für die Entscheidung.
Seine wohl bitterste Niederlage erlebte Figo im Endspiel um die Europameisterschaft 2004 gegen Griechenland. Portugal war als Gruppensieger ins Viertelfinale eingezogen und gelangte über England und die Niederlande ins Finale im eigenen Land. An den von Otto Rehhagel trainierten Griechen biss sich die technisch überlegene portugiesische Mannschaft die Zähne aus und verlor mit 0:1.
Am 18. August 2004 verkündete er in Madrid seinen vorläufigen Rücktritt aus der portugiesischen Nationalmannschaft, feierte aber am 4. Juni 2005 im Qualifikationsspiel zur Weltmeisterschaft 2006 gegen die Slowakei sein Comeback.
Bei der WM in Deutschland 2006 schaffte es Portugal erneut unter die letzten vier. Mit drei Siegen in der Vorrunde hatte man sich als Gruppensieger für das Achtelfinale qualifiziert. Im Anschluss besiegten die Portugiesen wie bereits 2004 die Niederlande und England. Erneut wartete Frankreich im Halbfinale und erneut verlor man durch einen von Zidane verwandelten Elfmeter. Am 8. Juli 2006 bestritt Figo bei der 1:3-Niederlage im Spiel um Platz drei gegen Deutschland sein 127. und letztes Länderspiel für Portugal.
Seit September 2010 ist Luís Figo Offizieller UniCredit-Markenbotschafter für die UEFA Champions League.

### Nach dem aktiven Fußball
Seit 1998 betreibt Figo zusammen mit Paulo China eine Bar in Vilamoura, das Café Sete.
Im Januar 2015 kündigte er an, für das Amt des FIFA-Präsidenten zu kandidieren. Am 21. Mai 2015 zog er seine Kandidatur aus Empörung über die Realität der Machtstrukturen in der FIFA und die Bevorteilung Blatters vor der Wahl zurück und erklärte: „Ich werde weiter zur Verfügung stehen, sobald nachgewiesen ist, dass die FIFA keine Diktatur ist.“

## Titel und Auszeichnungen

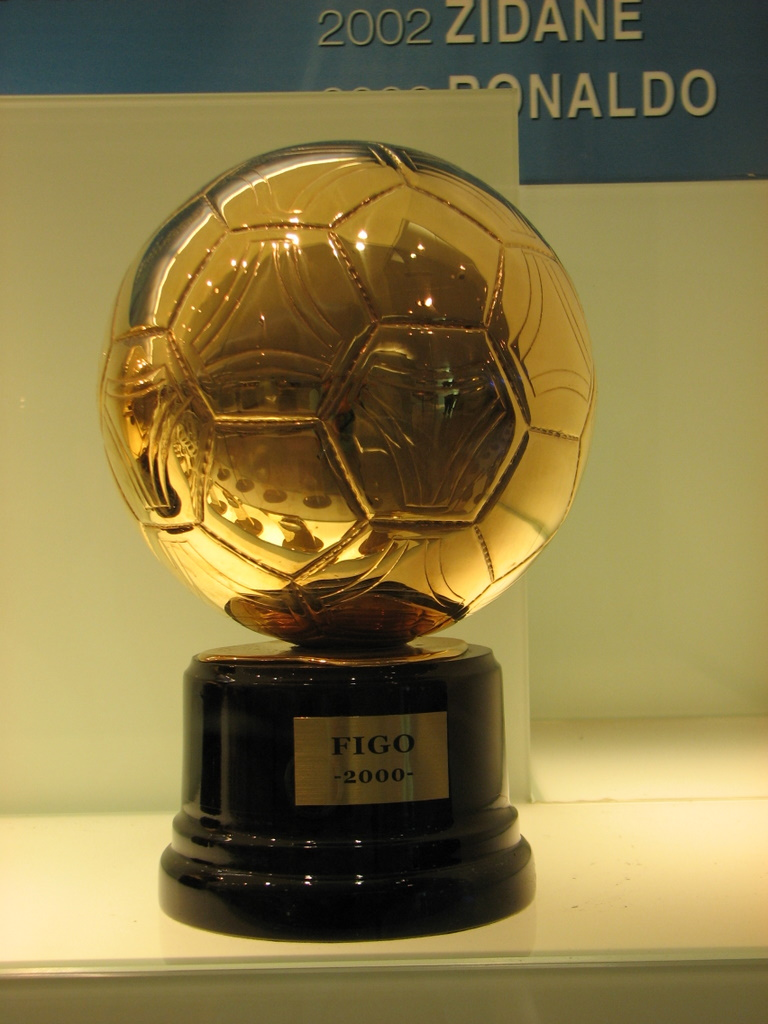
Der Ballon d’Or für Europas Fußballer des Jahres

### Vereine
International
- Champions-League-Sieger: 2002 (Real Madrid)
- Europapokalsieger der Pokalsieger: 1997 (FC Barcelona)
- Weltpokalsieger: 2002 (Real Madrid)
- UEFA-Super-Cup-Sieger (2): 1997 (FC Barcelona), 2002 (Real Madrid)

Portugal
- Pokalsieger: 1995 (Sporting Lissabon)

Spanien
- Meister (4): 1998, 1999 (beide FC Barcelona), 2001, 2003 (beide Real Madrid)
- Pokalsieger (2): 1997, 1998 (beide FC Barcelona)
- Supercupsieger (3): 1996 (FC Barcelona), 2001, 2003 (beide Real Madrid)

Italien
- Meister (4): 2006, 2007, 2008, 2009 (alle Inter Mailand)
- Pokalsieger: 2006 (Inter Mailand)
- Supercupsieger: 2006, 2008 (beide Inter Mailand)

### Nationalmannschaft
- Juniorenweltmeister: 1991
- U16-Europameister: 1989

### Auszeichnungen
- Ballon d’Or („Europas Fußballer des Jahres“): 2000
- FIFA-Weltfußballer des Jahres: 2001
- Portugals Fußballer des Jahres: 1995, 1996, 1997, 1998, 1999, 2000
- Bester ausländischer Spieler in der Primera División (Don Balón): 1999, 2000, 2001
- Bester ausländischer Spieler in der Primera División (El País): 2000, 2001
- Fußball-Europameisterschaft 2000: All-Star-Team
- Fußball-Europameisterschaft 2004: All-Star-Team
- Fußball-Weltmeisterschaft 2006: All-Star-Team
- UEFA Team of the Year: 2003
- FIFA 100
- Ausgezeichnet mit dem portugiesischen Orden Orden unserer lieben Frau von Vila Viçosa

## Saisonstatistik
| Verein            | Liga             | Saison          | Liga   | Liga | Pokal  | Pokal | Europapokal | Europapokal | Andere | Andere | Gesamt | Gesamt |
| Verein            | Liga             | Saison          | Spiele | Tore | Spiele | Tore  | Spiele      | Tore        | Spiele | Tore   | Spiele | Tore   |
| ----------------- | ---------------- | --------------- | ------ | ---- | ------ | ----- | ----------- | ----------- | ------ | ------ | ------ | ------ |
| Sporting Lissabon | Primeira Liga    | 1989/90         | 3      | 0    | -      | -     | -           | -           | -      | -      | 3      | 0      |
| Sporting Lissabon | Primeira Liga    | 1990/91         | 3      | 0    | -      | -     | -           | -           | -      | -      | 3      | 0      |
| Sporting Lissabon | Primeira Liga    | 1991/92         | 34     | 1    | 7      | 0     | 2           | 0           | -      | -      | 43     | 1      |
| Sporting Lissabon | Primeira Liga    | 1992/93         | 32     | 0    | 8      | 1     | 2           | 0           | -      | -      | 42     | 1      |
| Sporting Lissabon | Primeira Liga    | 1993/94         | 31     | 8    | 1      | 0     | 3           | 0           | -      | -      | 35     | 8      |
| Sporting Lissabon | Primeira Liga    | 1994/95         | 34     | 7    | 7      | 3     | 2           | 0           | -      | -      | 43     | 10     |
| Gesamt            | Gesamt           | Gesamt          | 137    | 16   | 23     | 4     | 9           | 0           | -      | -      | 169    | 20     |
| FC Barcelona      | Primera División | 1995/96         | 35     | 5    | 8      | 1     | 10          | 3           | -      | -      | 53     | 9      |
| FC Barcelona      | Primera División | 1996/97         | 36     | 4    | 9      | 2     | 8           | 1           | -      | -      | 53     | 7      |
| FC Barcelona      | Primera División | 1997/98         | 35     | 5    | 4      | 0     | 7           | 1           | -      | -      | 46     | 6      |
| FC Barcelona      | Primera División | 1998/99         | 34     | 7    | 10     | 1     | 6           | 1           | -      | -      | 50     | 9      |
| FC Barcelona      | Primera División | 1999/00         | 32     | 9    | 2      | 0     | 13          | 5           | -      | -      | 47     | 14     |
| Gesamt            | Gesamt           | Gesamt          | 172    | 30   | 33     | 4     | 44          | 11          | -      | -      | 249    | 45     |
| Real Madrid       | Primera División | 2000/01         | 34     | 8    | 2      | 0     | 14          | 5           | -      | -      | 50     | 13     |
| Real Madrid       | Primera División | 2001/02         | 29     | 7    | 6      | 1     | 10          | 3           | -      | -      | 45     | 11     |
| Real Madrid       | Primera División | 2002/03         | 33     | 10   | 1      | 0     | 15          | 2           | -      | -      | 49     | 12     |
| Real Madrid       | Primera División | 2003/04         | 36     | 8    | 8      | 3     | 11          | 1           | -      | -      | 55     | 12     |
| Real Madrid       | Primera División | 2004/05         | 32     | 3    | -      | -     | 10          | 4           | -      | -      | 42     | 7      |
| Gesamt            | Gesamt           | Gesamt          | 164    | 36   | 17     | 4     | 60          | 15          | -      | -      | 241    | 55     |
| Inter Mailand     | Serie A          | 2005/06         | 34     | 5    | 3      | 0     | 8           | 1           | -      | -      | 45     | 6      |
| Inter Mailand     | Serie A          | 2006/07         | 32     | 2    | 7      | 0     | 7           | 0           | -      | -      | 47     | 2      |
| Inter Mailand     | Serie A          | 2007/08         | 17     | 1    | 1      | 0     | 3           | 0           | -      | -      | 21     | 1      |
| Inter Mailand     | Serie A          | 2008/09         | 22     | 1    | -      | -     | 3           | 0           | -      | -      | 19     | 1      |
| Gesamt            | Gesamt           | Gesamt          | 105    | 9    | 11     | 0     | 21          | 1           | -      | -      | 130    | 10     |
| Karriere Gesamt   | Karriere Gesamt  | Karriere Gesamt | 578    | 91   | 84     | 12    | 134         | 27          | -      | -      | 795    | 130    |

## Sonstiges

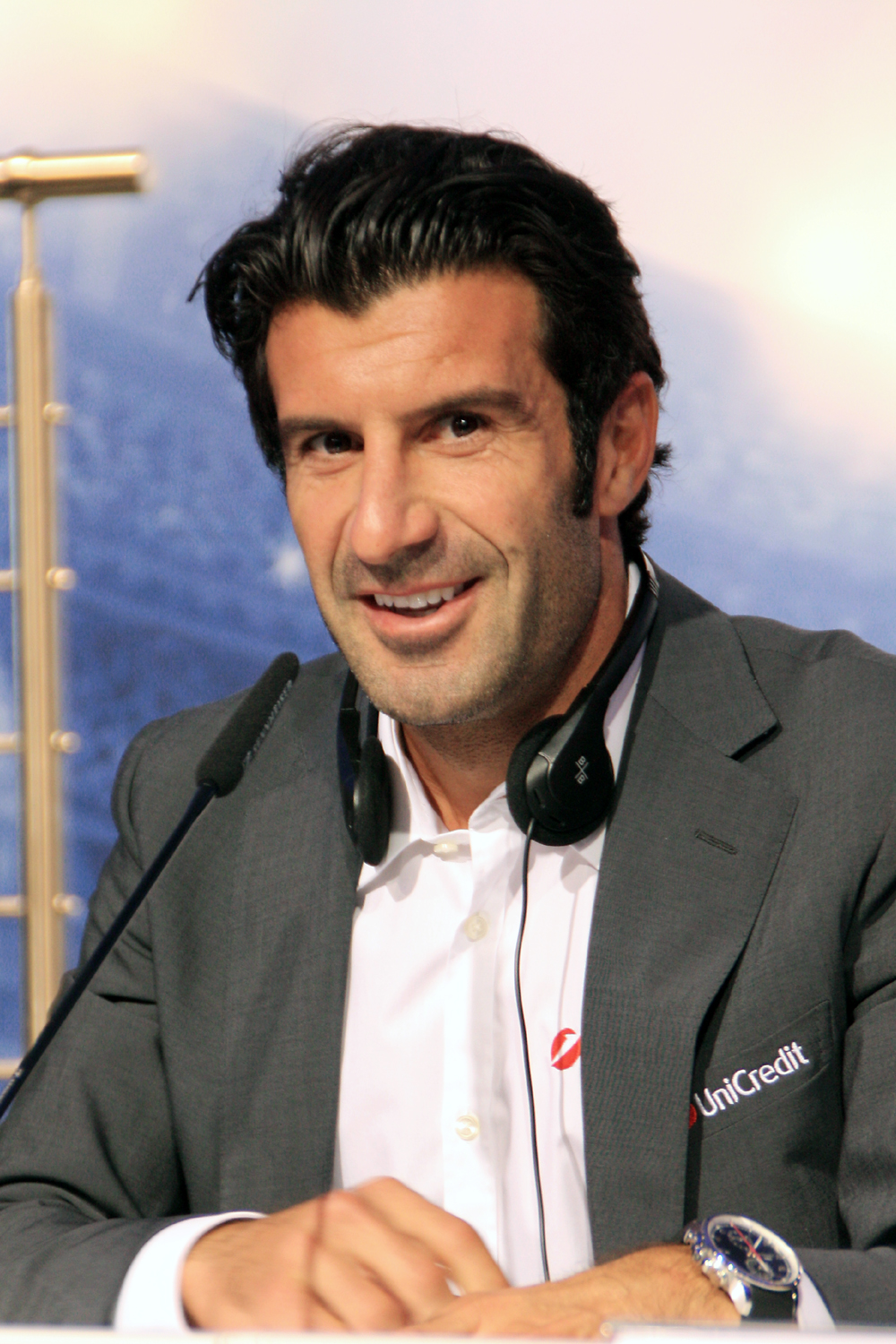
Luís Figo (in München, Sept. 2010)

- Luís Figo ist Fan des Automobilsports. Dies machte sich international bemerkbar, als er mit seinem Landsmann und Fußballmanager Carlos Queiroz für den A1 Grand Prix ein Rennteam (A1 Team Portugal) aufstellte, das er leitete.
- Figo ist seit 2001 mit dem schwedischen Model Helen Svedin verheiratet. Gemeinsam haben die beiden drei Töchter (* 1999, * 2002 und * 2004).
- Am 23. November 2002 wurde er während eines Ligaspiels zwischen seinem damaligen Verein Real Madrid und seinem Ex-Verein FC Barcelona mit einem Schweinekopf beworfen, als er gerade einen Eckball ausführen wollte.
- Figo trat mehrmals in kleinen Nebenrollen in Filmen auf, darunter in der erfolgreichen portugiesischen Kinoproduktion Second Life aus dem Jahr 2009.[7]